# Rubén Insúa
Rubén Darío Insúa (Buenos Aires, 17 de abril de 1961) é um técnico de futebol e ex-futebolista argentino.

## Carreira

### Como jogador
Apelidado "El Poeta", Rubén Insúa iniciou sua carreira em 1978, no San Lorenzo de Almagro, como atacante. Após deixar o clube, em 1986, teve uma rápida passagem pelo UD Las Palmas, da Espanha, retornando à Argentina pouco depois.
Contratado pelo Estudiantes de La Plata logo após retornar da Europa, Insúa permaneceu na equipe até 1989. Nesse mesmo ano transferiu-se para o Independiente, onde conquistaria o Campeonato Argentino de 1988-89.
Em 1991, atuando pelo Barcelona de Guaiaquil, Insúa conquistou o Campeonato Equatoriano e converteu-se em artilheiro da temporada, com dezessete gols. No ano seguinte ainda disputou a Libertadores pelos "canários", sendo o artilheiro do time, com cinco gols. Mais tarde trasferiu-se para o  Deportivo Cali, onde disputaria três temporadas do Campeonato Colombiano. Novamente na Argentina, disputou a temporada de 1995-96 pelo Quilmes, encerrando sua carreira em seguida.

### Como técnico
Insúa iniciou sua carreira de técnico no Barcelona de Guaiaquil, em 1997. Sob seu comando, a equipe conquistou o Campeonato Equatoriano de 1997 e o vice-campeonato da Libertadores de 1998 (quando foi derrotada pelo Vasco da Gama).
Em 1999 voltou à Argentina para dirigir o Ferro Carril. No ano seguinte voltou ao Barcelona de Guaiaquil, livrando o time de ser rebaixado para a segunda divisão. Em 2002, substituindo o técnico Manuel Pellegrini à frente do San Lorenzo de Almagro, conquistou a Copa Sul-Americana.
De volta ao Equador, dirigiu o Barcelona de Guaiaquil na conquista do vice-campeonato nacional de 2003, classificando a equipe para a Libertadores de 2004.[carece de fontes?] Durante um curto período, em 2005, foi técnico do Alianza Lima, do Peru, sem resultados satisfatórios. Também teve uma rápida passagem pelo Jorge Wilstermann, da Bolívia, em 2007, antes de ser contratado pelo argentino Talleres de Córdoba, onde permaneceu por apenas quatro meses.
Em 2009 Insúa foi contratado pelo Deportivo Quito, levando o time a conquistar o bicampeonato equatoriano. Entretanto, a má fase da equipe no campeonato de 2010 provocou sua demissão.
Contratado em outubro de 2010 para substituir o compatriota Juan Manuel Llop no comando do Barcelona de Guaiaquil, foi demitido em março de 2011 pelo fraco desempenho do time no campeonato nacional — nona posição após dez rodadas — e, segundo Alfonso Harb, presidente do clube, pela indisciplina de Insúa.

## Estatísticas

### Média de gols
| Equipe                       | Partidas | Gols | Média |
| ---------------------------- | -------- | ---- | ----- |
| Campeonato Argentino         | 367      | 74   | 0,20  |
| Outros campeonatos nacionais | 80       | 30   | 0,38  |
| Torneios sul-americanos      | 36       | 12   | 0,33  |
| Seleção argentina            | 6        | 0    | 0,00  |
| Total na carreira            | 489      | 116  | 0,24  |

## Títulos

### Como jogador
| Título                 | Clube                       | País      | Ano  |
| ---------------------- | --------------------------- | --------- | ---- |
| Campeonato Argentino   | Independiente de Avellaneda | Argentina | 1988 |
| Campeonato Equatoriano | Barcelona de Guayaquil      | Equador   | 1991 |

### Como treinador
| Título                 | Clube                  | País      | Ano  |
| ---------------------- | ---------------------- | --------- | ---- |
| Campeonato Equatoriano | Barcelona de Guayaquil | Equador   | 1997 |
| Copa Sul-Americana     | San Lorenzo de Almagro | Argentina | 2002 |
| Campeonato Equatoriano | Deportivo Quito        | Equador   | 2009 |